# Trypanosoma pipientis
Trypanosoma pipientis – kinetoplastyd z rodziny świdrowców należący do królestwa protista.
Pasożytuje w osoczu krwi żab Rana pipiens należących do rodzaju Rana z rodziny żabowatych.
Występuje na terenie Ameryki Północnej.